# Plutoid
Un plutoid sau o pitică de gheață este o planetă pitică trans-neptuniană: care este orice corp care se rotește în jurul Soarelui aflat dincolo de orbita lui Neptun și care este suficient de mare pentru a avea o formă rotunjită. Termenul a fost adoptat de către o parte a Uniunii Astronomice Internaționale (UAI), dar a fost respins de o altă parte și nu este utilizat pe scară largă de către astronomi.
Se consideră că ar exista mai mult de o sută de plutoizi în Sistemul Solar, deși doar patru au fost în mod oficial desemnați ca atare în acest moment: Pluton, Haumea, Makemake și Eris.